# 伊勢原郵便局
伊勢原郵便局（いせはらゆうびんきょく）は神奈川県伊勢原市にある郵便局。民営化前の分類では集配普通郵便局であった。

## 概要
住所：〒259-1199 神奈川県伊勢原市田中432

## 沿革
- 1876年（明治9年）10月1日 - 伊勢原郵便局（五等）として開設[1]。
- 1878年（明治11年） - 為替取扱を開始。
- 1879年（明治12年）6月 - 貯金取扱を開始。
- 1897年（明治30年）3月1日 - 伊勢原郵便電信局となる。
- 1903年（明治36年）4月1日 - 通信官署官制の施行に伴い伊勢原郵便局となる。
- 1955年（昭和30年）12月1日 - 豊田郵便局[2]から電報配達業務の一部[3]を移管[4]。
- 1958年（昭和33年）4月1日 - 岡崎簡易郵便局の廃止に伴い、取扱事務を承継。
- 1964年（昭和39年）5月31日 - 南毛利郵便局[5]から和文電報配達事務の一部[6]を、また田村郵便局[7]から電話交換および和文電報配達事務の一部[8]をそれぞれ移管。
- 1965年（昭和40年）12月7日 - 電話交換および和文電報配達業務を伊勢原電報電話局に移管。
- 1967年（昭和42年）4月10日 - 特定郵便局から普通郵便局に局種別改定。
- 1970年（昭和45年）9月30日 - 小田急小田原線を経由する鉄道郵便輸送（東京小田原線）が廃止[9]。専用自動車に転換。
- 1976年（昭和51年）11月22日 - 伊勢原市伊勢原から、同市田中に局舎を新築、移転。
- 1999年（平成11年） - 外国通貨の両替および旅行小切手の売買に関する業務取扱を開始。
- 2007年（平成19年）10月1日 - 民営化に伴い、併設された郵便事業伊勢原支店に一部業務を移管。
- 2012年（平成24年）10月1日 - 日本郵便株式会社発足に伴い、郵便事業伊勢原支店を伊勢原郵便局に統合。

## 取扱内容
- 郵便、印紙、ゆうパック、内容証明
- 貯金、為替、振替、振込、国際送金、外貨両替・トラベラーズチェック、国債、投資信託
- 生命保険、バイク自賠責保険、自動車保険、がん保険、引受条件緩和型医療保険
- ゆうちょ銀行ATM
- 「259-11xx」区域（伊勢原市の全域）の集配業務
- ゆうゆう窓口

## 周辺
- 伊勢原市役所
- 伊勢原市民文化会館
- 伊勢原市立図書館
- 伊勢原警察署
- 東海大学医学部付属病院
- 国道246号

## アクセス
- 小田急小田原線 伊勢原駅から徒歩約12分
- 神奈中バス 行政センター前停留所下車
- 小田原厚木道路 伊勢原ICから北西へ約3km
- 駐車場あり：22台